# ULAS J003402.77-005206.7
ULAS J003402.77−005206.7 ist ein Brauner Zwerg der Spektralklasse T8.5 im Sternbild Walfisch. Seine Effektivtemperatur wird auf etwa 600 Kelvin geschätzt, seine Entfernung auf ca. 14 bis 22 Parsec. Die Entdeckung des Objektes wurde 2007 von Warren et al. publiziert. Es handelt sich um einen der kühlsten bekannten Braunen Zwerge (Stand Ende 2009).